# Charles Davillier
Pour les autres membres de la famille, voir Famille Davillier.
Le baron Jean Charles Davillier, né le 17 mai 1823 à Rouen et mort le 1er mars 1883 dans le 9e arrondissement de Paris, est un collectionneur, voyageur et écrivain français.

## Biographie
Petit-fils du banquier Jean Charles Joachim Davillier, sa fortune personnelle lui permet de réunir un ensemble de manuscrits, d'objets d'art et d'ouvrages de bibliophilie, collections qu'il lègue au musée du Louvre, à la Bibliothèque nationale de France et au musée de Sèvres.
Dans son hôtel particulier parisien du 18 de la rue Pigalle, il reçoit artistes, poètes, musiciens.[réf. nécessaire]
Il a été un des premiers érudits français à l'intéresser à l'art espagnol, en particulier à l'art décoratif et la sculpture sur bois. Pour la revue Le Tour du Monde, Nouveau Journal des voyages il entreprend avec Gustave Doré, en 1862, un voyage en Espagne. Le récit de ce voyage a été publié en feuilletons entre 1862 et 1872,,,,,,,, qui ont été regroupés dans le livre Voyage en Espagne dont il a écrit le texte et est resté célèbre par les illustrations que Gustave Doré en a faites, et qui composent la partie la plus importante de l'œuvre tauromachique de Doré dont les dessins, gravures et lithographie sur ce thème ont été réunis sous le titre La Tauromachie de Gustave Doré. Il a profité de l'ouverture de chemin de fer entre Paris et Madrid, en 1864, pour faire des voyages en Espagne et y acquérir des œuvres d'art.
Après Denis Désiré Riocreux, conservateur du musée de Sèvres, le livre de Davillier Histoire des faïences et porcelaines de Moustiers et Marseille (1860) 
fait de lui le deuxième auteur à attirer l'attention et aviver l'intérêt des collectionneurs et du public sur les faïences de Moustiers et leur excellente qualité, 
jusque là ignorées car attribuées aux fabriques de Rouen 
— même par Brongniart, dont le musée possédait déjà quelques pièces de Moustiers ; 
mais aussi par Louis-Alphonse Salvétat, qui publie une deuxième édition du Traité des arts céramiques avec la même erreur d'attribution ; et par Joseph Marriat dans son  Histoire des poteries, faïences et porcelaines,.
Il meurt le 1er mars 1883 et est enterré au cimetière du Père-Lachaise (40e division).[réf. nécessaire]